# Juin 1973

## Événements
- Visite officielle de Léonid Brejnev aux États-Unis.
- Citroën et Fiat décident de mettre fin aux rapports établis en 1968 : Michelin rachète la participation actionnaire de Fiat.

- 1er juin : proclamation de la République en Grèce, provisoirement présidée par le général Papadópoulos. La junte militaire grecque abolit la monarchie.

- 2 juin : 148 personnes sont interpellées à Paris lors d'une manifestation contre les essais nucléaires.

- 3 juin : 
  - un Tupolev 144, avion supersonique soviétique présenté au salon du Bourget, explose et s'écrase sur Goussainville. L'accident fera en tout 13 morts, dont 5 enfants.
  - Formule 1 : Grand Prix automobile de Monaco.

- 7 juin : Willy Brandt est le premier chancelier allemand à effectuer une visite officielle en Israël.

- 7 - 11 juin : voyage de Willy Brandt en Israël.

- 8 juin : le premier Premier ministre de l'ère franquiste, l'amiral Carrero, est nommé en Espagne.

- 9 juin : 
  - remaniement ministériel en Espagne. Fin de l’expérience technocratique. L’amiral Luis Carrero Blanco devient le chef du gouvernement, chargé de régler la succession.
  - Départ de la quarante et unième édition des 24 Heures du Mans.

- 10 juin : victoire de Henri Pescarolo et Gérard Larrousse aux 24 Heures du Mans.

- 12 juin : 
  - France : début de la grève Lip à Besançon (fin le 29 janvier 1974). Les ouvriers, menacés par la faillite de l’entreprise, occupent l’usine, vendent le stock de montres pour assurer leurs salaires et tentent de remettre l’usine en marche.
  - Helmut Kohl devient président de la CDU (Union chrétienne-démocrate d'Allemagne).
  - Signature de l'arrangement de Vienne sur la protection intellectuelle de la typographie.

- 13 juin : Le Canard enchaîné publie un dossier sur les écoutes téléphoniques.

- 16 juin : sommet américano-soviétique mentionnant les « intérêts légitimes du peuple palestinien ».

- 17 juin (Formule 1) : Grand Prix automobile de Suède.

- 18 juin : à l'occasion d'une réunion publique parisienne de l'organisation d'extrême droite Ordre nouveau, de violents affrontements opposent des contre-manifestants gauchistes à la police. Il y aura finalement 73 policiers blessés.

- 20 juin : 
  - En Argentine, de violents affrontements ont lieu dans les rues de Buenos Aires à l'occasion du retour du général Peròn. Juan Perón fait un retour triomphal en Argentine. Deux tendances péronistes s’affrontent le même jour près de l’aéroport Ezeira où doit atterrir le leader.
  - Le Congrès des États-Unis interdit à l’administration tout bombardement sur le Cambodge au-delà du 15 août.

- 21 juin : réunion publique d'Ordre Nouveau à Paris. Violents affrontements entre militants d'extrême gauche et CRS assurant un cordon de sécurité autour du meeting d'extrême droite.
- 22 juin :
- la Mississippi State Sovereignty Commission tient sa dernière réunion, consacrée au destin des archives, qu'il fut décidé de transférer, sous scellés, au secrétaire d’État.
- Les Accords de Washington relatif à la prévention de la guerre nucléaire sont signés entre les États-Unis et l'URSS.

- 25 juin : à Paris, le président Pompidou, accueille le soviétique Léonid Brejnev à son arrivée des États-Unis. Les deux chefs d'État auront deux jours d'entretiens à Rambouillet, qui porteront principalement sur l'avenir de l'Europe et les problèmes de sécurité.

- 22 au 24 juin : Congrès de Grenoble du PS, François Mitterrand réélu premier secrétaire.

- 24 juin : Incendie criminel de l'UpStairs Lounge à la Nouvelle-Orléans faisant 32 morts.

- 27 juin : coup d'État en Uruguay. Appuyé par l'armée, le président Juan María Bordaberry prend tous les pouvoirs. Fin du gouvernement constitutionnel. Bordaberry dissout le Parlement pour « grave violation des principes constitutionnels » et prend tous les pouvoirs. Un régime autoritaire collégial s’installe. L’état de siège est déclaré afin de pouvoir lancer la guerre contre la subversion. Les partis de gauches sont interdits et leurs dirigeants arrêtés. Les autres partis sont suspendus et le système électoral est abandonné.

- 28 juin : dissolution de la Ligue communiste en France ; son leader Alain Krivine est arrêté et écroué. Cette dissolution fait notamment suite aux événements du 18 juin.

- 29 juin : tentative de coup d'État militaire contre Salvador Allende, le Tanquetazo.
- 30 juin : éclipse totale du soleil la plus longue du siècle (6 min 20 s).

## Naissances
- 1er juin : Caroline Cassart-Mailleux, femme politique belge de langue française
- 3 juin : Draghixa Laurent, actrice de films pornographiques.
- 7 juin : Hatem Ghoula, athlète tunisien.
- 8 juin : Lexa Doig, actrice.
- 9 juin : 
  - Magalie Madison, actrice française
  - Sophie Turrel, illustratrice française, auteur d'albums pour enfants.
- 13 juin : Kasia Kowalska, chanteuse polonaise.
- 13 juin : Misha Sydorenko, artiste peintre.
- 14 juin : Claudia Tagbo, comédienne et humoriste franco-ivoirienne.
- 15 juin : Neil Patrick Harris, acteur, producteur, animateur, magicien et chanteur américain.
- 16 juin : Thomas Dutronc, guitariste de jazz manouche.
- 19 juin : Nâdiya, athlète et chanteuse française.
- 21 juin : Frank Vogel, entraîneur de basket-ball américain.
- 24 juin : Jonathan Lambert, humoriste, animateur de radio, animateur de télévision et acteur français.
- 28 juin : 
  - Clotilde Armand, femme politique franco-roumaine.
  - Alberto Berasategui, joueur de tennis espagnol.
  - Diabaté Fatoumata Guindo, femme politique malienne.

## Décès
- 10 juin : Erich von Manstein, célèbre général du Troisième Reich (° 24 novembre 1887).